# 9150 Zavolokin
9150 Zavolokin este un asteroid din centura principală de asteroizi.

## Descriere
9150 Zavolokin este un asteroid din centura principală de asteroizi. A fost descoperit pe 27 septembrie 1978 la Observatorul astrofizic din Crimeea de Liudmila Cernîh. El prezintă o orbită caracterizată de o semiaxă mare de 2,53 ua, o excentricitate de 0,20 și o înclinație de 7,5° în raport cu ecliptica.